# Shagai (Pakistan)
Shagai ist eine Region in Pakistan in einer lokalen Verwaltung einer Federally Administered Tribal Area und liegt südlich von Mardan in der Provinz Khyber Pakhtunkhwa. Der Ort ist etwa 93 Kilometer von Islamabad entfernt.
In Shagai befindet sich auch ein Fort ▼, das die Briten im Jahre 1927 errichteten und den Khyberpass überblickt. Es war auch die Unterkunft für die Khyber Rifles, einer Truppe der paramilitärischen Grenzwächter Pakistans, die Teil der Streitkräfte Pakistans sind.
In den Jahren 2002/2003 diskutierten Ahmed Khadr und Abdul Hadi al Iraqi Aktionen in der Gegend von Shagai.
In der weiteren Umgebung des Ortes liegen der prähistorische Ort Taxila, das Buddhistische Kloster Takht-i-Bahi und die Ruinen der Stadt Sahra-i-Bahlol.